# Pfrunger Ried – Rinkenburg
Das Gebiet Pfrunger Ried – Rinkenburg ist ein mit Verordnung vom 23. Oktober 1967 ausgewiesenes Landschaftsschutzgebiet (LSG-Nummer 4.36.010) im Gebiet der baden-württembergischen Gemeinde Wilhelmsdorf im Landkreis Ravensburg in Deutschland.

## Lage
Das rund 762 Hektar große Schutzgebiet „Pfrunger Ried – Rinkenburg“ liegt nördlich der Wilhelmsdorfer Ortsmitte auf den Gemarkungen Esenhausen, Pfrungen und Wilhelmsdorf sowie einer Höhe von bis zu 726 m ü. NHN. Es umschließt große Teile des namensgebenden Pfrunger-Burgweiler Rieds, des zweitgrößten zusammenhängenden Moorgebiets Südwestdeutschlands, und dem Rinkenburg, ein tertiärer Molasseberg.

## Schutzzweck
Wesentlicher Zweck ist der Schutz eines „eiszeitlichen Zungenbeckens mit Mooren“, einer großflächigen, typischen oberschwäbischen jüngeren kuppigen Schmelzwasserlandschaft mit vermoorten Niederungen.

### Zusammenhängende Schutzgebiete
Mit dem Schutzgebiet „Pfrunger Ried – Rinkenburg“ sind der Bannwald „Pfrunger-Burgweiler Ried“ (100058), die Naturschutzgebiete „Pfrunger-Burgweiler Ried“ (4.028) und „Überwachsener See“ (4.069), das Landschaftsschutzgebiet „Altshausen-Laubbach-Fleischwangen“ (4.36.050), das FFH-Gebiet „Pfrunger Ried und Seen bei Illmensee“ (8122-342) sowie das Vogelschutzgebiet „Pfrunger und Burgweiler Ried“ (8022-401) als zusammenhängende Schutzgebiete ausgewiesen.